# Burg Ataschgah
Die Burg Atashghah (persisch قلعه آتشگاه) ist eine Burg in Kaschmar, Iran, und eine der Attraktionen der Stadt. Die Burg wurde von den Sassaniden erbaut und war in der Antike berühmt.